# Manuel José Oliveira
Manuel José de Oliveira (1877-1918) foi um médico, bibliófilo e político da Primeira República Portuguesa. Foi irmão do advogado Joaquim José de Oliveira (1880-1935), Ministro da Instrução em 1919/1920 no governo de Alfredo de Sá Cardoso, de 30 de Junho de 1919 a 21 de Janeiro de 1920. Foi médico de renome em Ponte de Lima, deputado às Constituintes em 1911, senador e Governador Civil do Porto (1913-14) , abandonando depois a política.

## Biografia
Filho de Tomás José de Oliveira e de Maria Maximina de Oliveira, Manuel José de Oliveira nasceu em Marrancos, Vila Verde, a 23 de Março de 1877 e faleceu em Braga a 5 de Janeiro de 1918 . Estudou no Liceu de Braga e formou-se em Medicina pela escola Médico-Cirúrgica do Porto, em 1904.
Enquanto estudante desenvolveu uma actividade política intensa, dando palestras e fazendo reuniões entre académicos e operários. Ainda estudante do Liceu de Braga, foi redactor principal dos jornais republicanos 'A Alma Nova' e 'A Patria', órgão da comissão municipal republicana local. Em Fevereiro de 1899 integrou uma comissão para dirigir um manifesto ao país contra a criação do curso de ensino religioso.  Em Dezembro de 1903 fez um discurso na inauguração da Universidade Livre do Porto, fundada pelo Comité Académico-Operário do Porto na Travessa da Rua Formosa. Havia já feito publicar, na Tipografia Gutenberg, em 1901, o texto da conferência O Perigo Negro proferida na sede da Associação do Livre Pensamento em 18 de Março de 1900. Traduzido no México, este seu texto circulou pela América Latina.
A dissertação inaugural que apresentou à Escola Médico-Cirúrgica do Porto e que defendeu a 16 e 17 de Outubro de 1904  intitula-se "O Problema de Lombroso - Estudo Crítico de Bio-Sociologia sobre a Theoria Atavica do Crime", Porto, Outubro de 1904. Dedica-a aos seus familiares mais próximos e Aos meus amigos, aos meus companheiros do 'Comité Académico-Operário', a todos os meus condiscípulos e contemporâneos: a todos os que comigo lutaram pelos oprimidos, pelos fracos, pelos pobres, pelos humildes; a todos os que em Portugal combatem pela libertação da consciência humana. No ano seguinte, em Fevereiro de 1905, Manuel José de Oliveira recebeu o Legado Assis  da Escola Médica do Porto.
Organizou o comité Académico-Operário, por ocasião do caso Calmon. Foi eleito deputado à Assembleia Constituinte e, depois, senador pelo círculo de Ponte de Lima. Durante o seu mandato enquanto senador pugnou pela defesa dos interesses dessa vila limiana, tendo em particular, no dia 24 de Fevereiro de 1913, alertado o então Sr. Ministro do Fomento, António Maria da Silva, para as necessidades de reconstrução da ponte romana, demolição de um quiosque, dragagem do rio Lima para evitar os prejuízos das cheias e conclusão da estrada da circunvalação.
Foi médico municipal de Ponte de Lima e presidente da Comissão Municipal Republicana dessa vila, apesar de não ter estado presente no dia da proclamação da República nos Paços do Conselho dessa vila limiana, a 7 de Outubro de 1910. Em a "Autópsia ao Médico Manuel José de Oliveira - Política de Ponte de Lima" (1913), António José Barbosa Perre faz-lhe uma acérrima crítica oriúnda da facção mais radical do Partido Republicano local, na altura em que foi deputado às Constituintes.
Para além da medicina, Manuel José de Oliveira dedicou-se à historiografia local e deixou uma volumosa biblioteca particular. Em "Médicos de Ponte de Lima" , Francisco de Magalhães refere que, debruçado sobre os códices, as poucas horas que lhe restassem dos seus afazeres profissionais, aplicava-as, na mais amena das distracções, aos estudos históricos e de investigação, sobretudo aos que o ligavam e interessavam a Ponte de Lima. Era rica, na qualidade, a inestimável biblioteca, formada por milhares de volumes, que deixou, e organizou com zelo, carinho e método especial.
Em 1912 foi escolhido para representante da Academia do Porto no Senado Universitário.
Entre 1908 e 1909, os representantes da família de António de Araújo e Azevedo, primeiro Conde da Barca, ofereceram-lhe o arquivo da família. Após o seu o falecimento (1918), este fundo - a Livraria Oliveira - foi adquirido pela Câmara Municipal de Braga. Em 1926, a Livraria Oliveira foi incorporada no Arquivo Distrital e Biblioteca Pública de Braga, numa permuta de livros existentes nesta instituição. O conjunto documental ficou então conhecido como Fundo Barca-Oliveira.
Sofrendo desde finais de 1911 de uma doença renal incurável acabou por abandonar a actividade política em 1914 , falecendo quatro anos mais tarde em Braga, a 5 de Janeiro de 1918, com 40 anos de idade. Não viu assim terminada a edificação da sua moradia em Marrancos, sua terra natal, projecto da autoria do arquitecto suíço Ernesto Korrodi (1915). A actual Avenida António Feijó, em Ponte de Lima, teve a toponímia inicial de Avenida Manoel d' Oliveira.
Foi homenageado juntamente com outros médicos do seu tempo no "Cortejo Ponte de Lima Terra com Identidade" a 12 de Setembro de 2010, no contexto das festividades locais popularmente conhecidas como as Feiras Novas.
A 5 de Janeiro de 2018 a Biblioteca Municipal de Ponte de Lima inaugurou uma exposição que assinala o primeiro centenário da sua morte. Em Agosto do mesmo ano, também o Arquivo Distrital de Braga e a Biblioteca Púbica de Braga se associaram numa homenagem a Manuel José de Oliveira centrada no seu papel de bibliófilo e coleccionador.